# タパジョスFC
タパジョス・フチボウ・クルービ（ポルトガル語: Tapajós Futebol Clube）は、ブラジル・パラー州サンタレンを本拠地とするサッカークラブ。

## 歴史
2014年5月26日にパラー州サッカー連盟に加盟し、カンピオナート・パラエンセ・セリエB1に参戦した。翌年にカンピオナート・パラエンセに参戦した。

## タイトル
- カンピオナート・パラエンセ・セリエB1: 2018

## 歴代所属選手
- フランシスコ・ジャイルソン・デ・ソウザ 2017